# (7439) Tetsufuse
(7439) Tetsufuse est un astéroïde de la ceinture principale.

## Description
(7439) Tetsufuse est un astéroïde de la ceinture principale. Il fut découvert le 6 décembre 1994 à Oizumi par Takao Kobayashi. Il présente une orbite caractérisée par un demi-grand axe de 2,62 UA, une excentricité de 0,07 et une inclinaison de 4,5° par rapport à l'écliptique.

## Compléments